# Solitary Man (película)
Solitary Man es una película de 2009 codirigida por Brian Koppelman y David Levien. La película es protagonizada por Michael Douglas, Susan Sarandon, Jenna Fischer, Jesse Eisenberg, Mary-Louise Parker y Danny DeVito.

## Sinopsis
Cuenta la historia de un hombre, propietario de una cadena de concesionarios, cuya carrera y matrimonio se están arruinando por sus continuas indiscreciones tanto en el plano profesional como personal.

## Elenco
- Michael Douglas como Ben Kalmen.
- Mary Louise Parker como Jordan.
- Jenna Fischer como Susan.
- Jesse Eisenberg como Daniel.
- Imogen Poots como Allyson.
- Susan Sarandon como Nancy.
- Danny DeVito como Jimmy.
- Richard Schiff como Steve Heller.
- Olivia Thirlby como Maureen (no acreditada).

## Recepción
Recaudó US$4,360,548 en la taquilla nacional y en todo el mundo un total de US$5,024,782.